# Щедринский сельсовет
Щедри́нский сельсовет (белор. Шчадрынскі сельсавет) — административная единица на территории Жлобинского района Гомельской области Республики Беларусь.
Административный центр — агрогородок Щедрин.

## География
Расположен в северо-западной части Жлобинского района.
Граничит с Краснобережским, Коротковичским сельсоветами Жлобинского района и с Бобруйским районом Могилёвской области, Паричским сельсоветомСветлогорского района Гомельской области.
Расстояние от аг. Щедрин до г. Жлобина — 45 км.

### Водная система
Протекают реки: Ола, Березина, Любица.
Расположено озеро: Лобское, Глушец, Малое, Большое, Жероло.

## Транспортная сеть
Проходят автомагистрали: Р-90.

## История
Образован 20 августа 1924 года в составе Парыцкого района Бобруйского округа БССР. Центр — деревня Щедрин.
После отмены окружной системы 26 июля 1930 года — в Паричском районе БССР. 5 декабря 1931 года часть сельсовета включена в состав новообразованного Малиновский национальный польский сельсовет.
15 июля 1935 года Щедрин получил статус местечка.14 мая 1936 года сельсовет был укрупнён за счёт присоединения части упразднённого Малиновского национального польского сельсовета.
С 20 февраля 1938 года в составе Полесской области. 27 сентября 1938 года статус Щедрина понижен до деревни. 5 марта 1939 года сельсовет разделён на Щедринский и Китинский сельсоветы.
С 20 сентября 1944 года в составе Бобруйской области.
С 8 января 1954 года — в Гомельской области. 16 июля 1954 года к сельсовету присоединена территория упразднённого Степского сельсовета.
29 июля 1961 года Паричский район переименован в Светлогорский. С 25 декабря 1962 года сельсовет в составе Жлобинского района.
18 января 1965 года к сельсовету присоединена территория упразднённого Дворищанского сельсовета (6 населённых пунктов: Бельчо, Добровольща, Дворище, Замен-Рынья, Китин и Людгардовка), тогда же из части сельсовета (6 населённых пунктов: Заречье, Новая Марьевка, Салотин, Селище, Степы и Успалище) образован Степский сельсовет. 
До 1966 года в состав Щедринского сельсовета входила  деревня Печки (в настоящее время не существует).
На 1 января 1974 года в составе Щедринского сельсовета было 16 населённых пунктов.
21 сентября 1992 года к сельсовету присоединена территория упразднённого Степского сельсовета.

## Состав
Щедринский сельсовет включает 22 населённых пункта:
- Александровка — деревня
- Бельчо — деревня
- Брусово — деревня
- Дворище — деревня
- Добровольща — деревня
- Замен-Рынья — деревня
- Заречье — деревня
- Китин — деревня
- Людгардовка — деревня
- Малиновка — деревня
- Навозы — деревня
- Новая Марьевка — деревня
- Пекаличи — деревня
- Салотин — деревня
- Селиба — деревня
- Селище — деревня
- Скарина — деревня
- Степы — деревня
- Сытин — деревня
- Успалище — деревня
- Щедрин — агрогородок
- Эрд — посёлок

## Достопримечательности
- Курганный могильник периода раннего средневековья в п. Эрд;
- Курганный могильник железного века в д. Замен-Рынья.
- 2 памятника землякам в д. Китин. д. Степы,
- 2 братские могилы аг. Щедрин, д. Дворище,
- памятник жертвам фашизма, 2 одиночные могилы: в д. Пекаличи,
- обелиск на могиле Шишко К. К., д. Замен-Рынья посвященных событиям Великой Отечественной войны